# Intel 80376

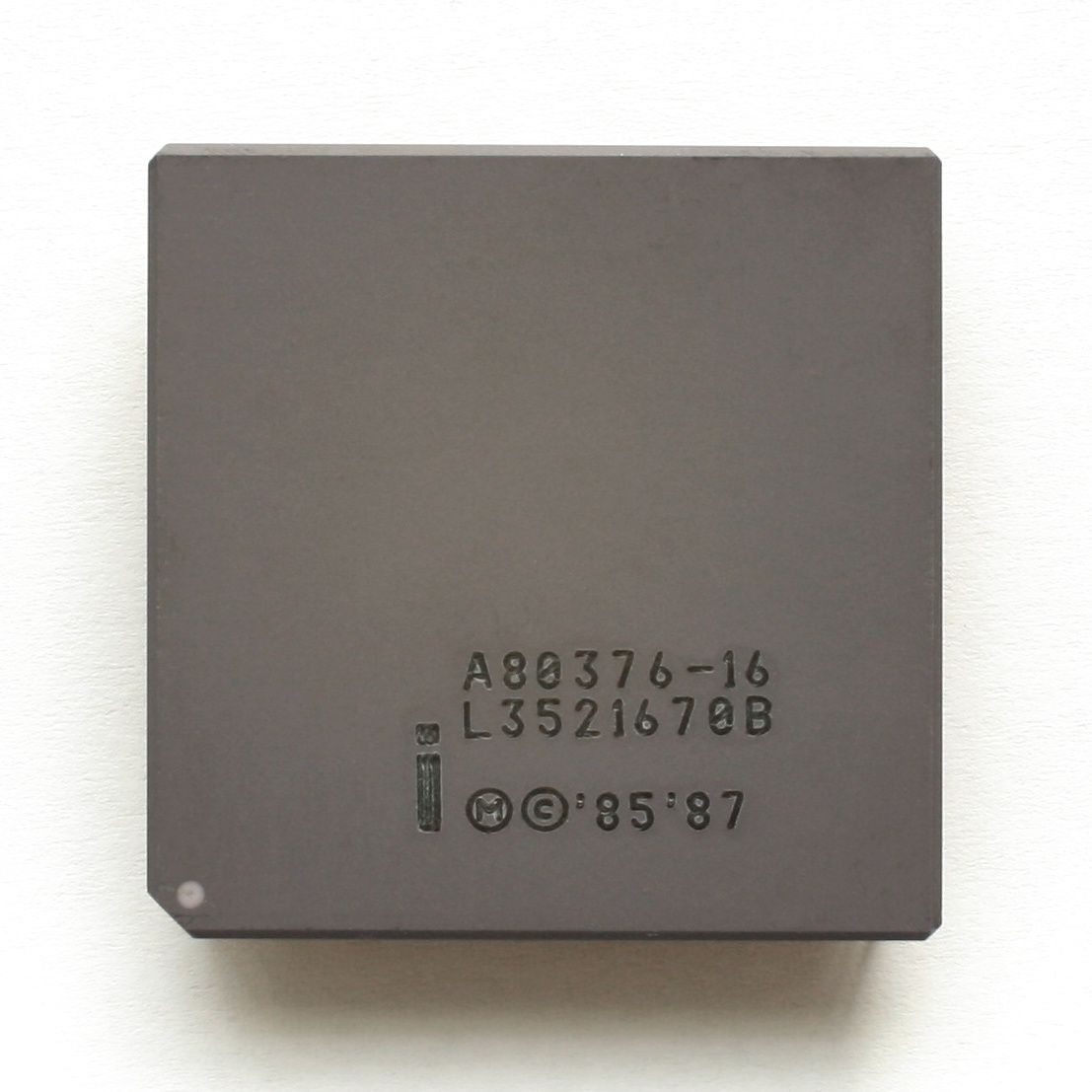
The Intel i376.

Az 1989. január 16-án bevezetett Intel 80376 csip az Intel 80386SX 32 bites processzor egy beágyazott rendszerekben való felhasználást célzó változata volt. Ez annyiban különbözött a 80386-os processzortól, hogy hiányzott belőle a valós mód támogatása (tehát a processzor rögtön védett módban indult; ld. a 16 bites x86 processzorok címképzési módjai), és ez a csip nem támogatta a memórialapozást (nem volt kiépítve a memórialapozási mechanizmus) a MMU egységben. A 376-os csip 16 és 20 MHz-es órajelű verziókban volt kapható.
1994-től a jobb kiépítettségű 80386EX processzor váltotta fel, amely sokkal sikeresebben szerepelt a piacon, míg végül 2001. június 15-én gyártását beszüntették.

## Fordítás
Ez a szócikk részben vagy egészben  az   Intel 80376 című angol Wikipédia-szócikk ezen változatának fordításán alapul.  Az eredeti cikk szerkesztőit annak laptörténete sorolja fel. Ez a jelzés csupán a megfogalmazás eredetét és a szerzői jogokat jelzi, nem szolgál a cikkben szereplő információk forrásmegjelöléseként.